# パティ&ジミー
パティ&ジミー（ラテン文字表記：Patty and Jimmy）は、日本のサンリオによるキャラクター群。
主人公、パティとジミーは、アメリカ人の男の子と女の子のキャラクターである。カンザスシティ出身。

## 来歴
1974年にデザイナーである鈴木ひろ子（現、ロコ・まえだ）がアメリカ視察の体験を元にキャラクター開発。1970年代にはハローキティと肩を並べる人気キャラクターであった。
最初期は「パティ&ジミー」という名前は付けられておらず、元はパティのみで「LOVE IS A LITTLE WISH」と呼ばれていた。ジミーのキャラクターは「パティ&ジミー」と命名されたときに登場した。
1980年代に入ると人気が低迷し、新規の商品展開も殆どなくなっていたが、1991年11月にサンリオピューロランドで開催されたハローキティ誕生祭でマグカップとショルダーバッグを限定販売。1998年には久々の商品展開が行われた。
2003年にはサーフ&ストリート・マガジン『Fine』（日之出出版）とのコラボレーションを実施。
2010年9月15日、サンリオ創業50周年を記念して商品シリーズ「ゴールデンメモリーズ」を発売し、パティ&ジミーのほか、「ハローキティ」や「マイメロディ」や「リトルツインスターズ」の1970年代-1980年代前半のデザインを使用して新規に企画した商品、もしくは当時の商品を模した商品を発売した。パティ&ジミーからは17アイテムが発売された。

## キャラクター
パティ
声 - あきやまるな
お転婆で少しおっちょこちょいなところもあるが、明るく元気いっぱいでスポーツ万能な女の子。勉強は不得手で特に作文と宿題は大の苦手。誕生日は2月5日。
ジミー
声 - 渕崎ゆり子
優しく勉強が得意な男の子。勉強は算数が得意科目。トランプとチェスも得意でチェスはクラス一の腕前である。スポーツは苦手。将来の夢は大統領。誕生日は7月30日。
ビリー
男の子。無愛想でナイーブなところもあるが心優しい。スポーツは万能で似顔絵描きが得意。野球が大好きでピッチャーで4番バッター。
ドラ
女の子。本名はドロシー。ジミーにひそかにあこがれている。手芸が趣味なロマンチスト。
ファジー
パティ―とジミーに拾われたパティの飼い犬。トレードマークの赤いスカーフを身に着けている。

## 書籍
- 『パティーとジミーの一週間』 サンリオ、1975年12月
- 『4人はともだち』 サンリオ、1976年

## 音楽

### レコード・CD
- みんな一緒に（サンリオレコード、PTS-20001、1977年、EP盤）[5][17]
  - B面は「パティ パティは女の子 ジミー ジミーは男の子」。
- みんなでうたおう！キャラクターソング（サンリオ、SACV2030、1992年8月21日、CDアルバム）
  - 4曲目に「みんないっしょに」のタイトルで上記EP盤のリメイク版を収録[18]。
- Fine（avex trax、AVCD-17316、2003年7月2日、CDアルバム[19]）
  - 覆面ユニット「Patty&Jimmy」が歌唱する企画作品。J-POP楽曲のレゲエ調カバー・アルバム。
- 「トイキャラポップコレクション Vol.2 ファンシー&カワイイ編」（ウルトラ・ヴァイヴ、CDSOL-1781、2017年3月22日、CDアルバム）
  - 6・7曲目に上記EP盤（サンリオレコード、PTS-20001）の2曲が収録されている[20]。

### イメージソング
みんな一緒に
作詞：八坂裕子 作曲：青木望 編曲：不明 歌：不明
EPシングル「みんな一緒に」のA面に収録されている。また、CDアルバム「トイキャラポップコレクション Vol.2 ファンシー&カワイイ編」の6曲目にも収録されている。2分19秒。
パティ パティは女の子 ジミー ジミーは男の子
作詞：八坂裕子 作曲：青木望 編曲：不明 歌：真木悠子
EPシングル「みんな一緒に」のB面に収録されている。また、CDアルバム「トイキャラポップコレクション Vol.2 ファンシー&カワイイ編」の7曲目にも収録されている。3分44秒。
みんないっしょに
作詞：八坂裕子 作曲：青木望 編曲：佐橋俊彦 歌：竹田えり
上記EPシングルのA面曲「みんな一緒に」のリメイク版。曲名は平仮名で「みんないっしょに」と称する。CDアルバム「みんなでうたおう！キャラクターソング」の4曲目に収録されている。2分10秒。

## 映像化
『オリジナルストーリーアニメ』シリーズ
- 『パティ&ジミーの君こそスーパースター』 - サンリオ 1994年 VHS（SAVV-174）: ISBN 4-387-93230-9 - 『ハローキティのパパなんて大きらい』とのカップリング。

## サンリオキャラクター大賞の順位
『いちご新聞』の読者投票企画「サンリオキャラクター大賞」では第13回（1998年）の5位が歴代最高である。
「パティ&ジミー」は1975年から『いちご新聞』（11号）上で実施されたサンリオキャラクター大賞の前身である「サンリオキャラクター人気コンテスト」の第1回（1975年）からエントリーしている。ちなみに第1回のノミネートは外部版権（オラーシオなど）を含めた10キャラクターで、その結果はパティ&ジミーは1位のスヌーピーに次ぐ順位で、3位のハローキティより上であった。
2013年サンリオキャラクター大賞28位。2013年サンリオキャラクター大賞の特別企画である「これやります宣言」で、「10位以内ならゴスロリ着てギフトゲートの店長やります!」と宣言していたが、ランクインを逃し実現とはならなかった。近年は35位前後と低下傾向である。
また、いちご新聞オリジナル企画で2016年より「サブキャラコンテスト」が開催されている。
第1回（2016年）は「ファジー」がノミネートされ35位にランクインされた。第2回（2017年）以降は「パティ&ジミー」のサブキャラはノミネートしていない。また、第4回（2019年）の第1回（2016年）〜第3回（2018年）までの上位20キャラクター同士の決戦コンテストも、「ファジー」はトップ20位圏外のためノミネートしていない。
- 2024年サンリオキャラクター大賞42位
- 2023年サンリオキャラクター大賞41位
- 2022年サンリオキャラクター大賞37位
- 2021年サンリオキャラクター大賞40位（いちご新聞ランキング27位[29]）。
- 2020年サンリオキャラクター大賞39位（いちご新聞ランキング35位[30]）。
- 2019年サンリオキャラクター大賞40位（いちご新聞ランキング47位[31]）。
- 2018年サンリオキャラクター大賞36位（いちご新聞ランキング29位[32]）。
- 2017年サンリオキャラクター大賞36位（いちご新聞ランキング34位[33]）。
- 2016年サンリオキャラクター大賞35位（いちご新聞ランキング23位タイ[34]） ／ なでる投票41位[35]。
- 2015年サンリオキャラクター大賞32位[36]（いちご新聞ランキング22位[37]）。
- 2014年サンリオキャラクター大賞20位圏外[38][注釈 3]（いちご新聞ランキング19位[40]）。
- 2013年サンリオキャラクター大賞28位
- 2012年サンリオキャラクター大賞16位[41]。
- 2011年サンリオキャラクター大賞11位[42]。
- 2010年サンリオキャラクター大賞15位[43]。
- 2009年サンリオキャラクター大賞8位[3]。
- 2008年サンリオキャラクター大賞10位。
- 2005年〜2007年サンリオキャラクター大賞10位圏外。
- 2004年サンリオキャラクター大賞7位。
- 2003年サンリオキャラクター大賞8位。
- 2002年サンリオキャラクター大賞8位。
- 2001年サンリオキャラクター大賞8位。
- 2000年サンリオキャラクター大賞7位。
- 1999年サンリオキャラクター大賞7位。
- 1998年サンリオキャラクター大賞5位。
- 1986年〜1997年サンリオキャラクター大賞10位圏外。

## 豆知識
- 『いちご新聞』でパティ&ジミーが初めて表紙を飾ったのは、1975年6月1日号（4号）である[44][45]。また、いちご新聞の姉妹誌である『サンリオ』では1977年8月号（No.3）でパティ&ジミーが初めて表紙を飾っている[46]。
- パティ&ジミーのキャラクターデザインは正面向きで横顔は存在しなかったが、読者からの声を受けて雑誌『サンリオ』1975年10月1日号（No.4）で初めて描かれた[46]。近年では2016年の31stサンリオキャラクター大賞で横顔のデザインが起用された[47]。
- 1977年、サンリオ音楽出版より発売された小椋桂の『やっぱりおめでとう-お誕生日に-』（サンリオレコード、OKS-20001）のレコードジャケットにはサンリオキャラクターのハローキティやリトルツインスターズなどに交じってパティ&ジミーも描かれている。
- パティ&ジミーはサンリオピューロランドにも出演していたが[48]、2015年4月以降より公式ページのキャラクター欄より名前が無くなっている。